# 京都マル秘指令 ザ新選組
『京都㊙指令 ザ新選組』（きょうとまるひしれい ザしんせんぐみ）は、1984年2月17日から5月18日まで、テレビ朝日系列ほかで放送された朝日放送・松竹制作のアクション・テレビドラマである。放送時間は、毎週金曜21：00 - 21：54。全13回。

## 概要
現代の京都を舞台に、近藤局長・土方・沖田ら新選組の隊士になぞった現代の新選組が、金閣寺、日本一の芸妓など古都京都の文化財を狙う悪人たち＝京都マフィアと戦う姿を毎回1話完結で描く。

## ストーリー
京都にある国立大学医学部の有能な講師・土方は、日頃から折り合いが悪い欲にまみれた上司の教授に、義憤の鉄拳をいきおい振りかざして大学医学部を辞めてしまった。清々晴れて第二の人生を模索していると、土方の人一倍強い正義感と誰よりも優しい心根につけ込んだトラブルが続出して、生活の頼りの医師免許は剥奪され、全財産も無くなり、とうとう行き場を失ってしまう。途方に暮れる土方の前に、件のトラブルを引き起こした連中が現れた。怒り心頭の土方に、彼らは詫びも早々に突飛な頼み事を懇願してくる――「その有能さ、正義感、優しい心根で我々のリーダーとなって一緒に京都を悪の手から守って欲しい! 申し遅れたが、我々は“ザ・新選組”!」。

## キャスト
ザ・新選組
土方一也（古谷一行）
元は京都にある国立大学医学部の有能な講師。「副長」だが、ザ・新選組の実質的なリーダー格。名前のモデルは土方歳三。
沖田信介（京本政樹）
素性不明の美青年。抜群の運動神経の持ち主で、中でもカンフーが得意。普段は京都の繁華街の片隅で露天のアクセサリー売りをしている。名前のモデルは沖田総司。
永倉岩夫（ガッツ石松）
禅宗の修行僧（僧名は日渓）。それでいて無類の女好き。元ボクサーで強靱な腕力を誇る。名前のモデルは永倉新八。
斉藤一子（甲斐智枝美）
祇園の芸妓（芸名は一福）。お座敷など、他のメンバーが踏み入れられない場所での情報収集が得意。名前のモデルは斎藤一。
斉藤美雪（春川ますみ）
一子の母で炉端焼「壬生屯所」の女将。影の大物、“御前”とザ・新選組との唯一のパイプ役。
山田勇（横山ノック）
西利の大店の旦那だったが手形詐欺にあって以来、いまはしがない剣道場主。しかし、京都を愛する心は誰にも負けない。年の功を買われて、ザ・新選組の「局長」に収まった。
名前のモデルは新選組局長の近藤勇であるが同時に演ずる横山の本名をそのまま拝借した形となっている。
松平（池部良）
表の顔は京都府公安委員会委員。書画骨董の蒐集家だが裏の顔は、ザ・新選組の支援元で陰謀壊滅の指令を出す「御前」。最終回で公安委員を辞職して、故郷の会津へ戻った。名前のモデルは松平容保。

京都マフィア
大久保(須永克彦)
京都マフィアのドン。常に一段高い場所からシルエット姿で指令を出していた。表の顔は松平と同じく京都府公安委員会委員。松平と刺し違える形で公安委員を辞す。最終回で味方の誤射で死亡。名前のモデルは大久保利通。

ナレーター：山城新伍

## スタッフ
- 制作：山内久司（朝日放送）
- プロデューサー：桜井洋三（松竹）、奥田哲雄（朝日放送）
- 脚本：放送リスト参照
- 監督：放送リスト参照
- 音楽：中村啓二郎
- 撮影：石原興
- 助監督：津島勝、水野純一郎
- 車両協力:トヨタ自動車
- 主題歌：京本政樹「とまどい… 〜I Can't Say…」（ 作詞・作曲：京本政樹　編曲：椎名和夫）
- 制作協力:京都映画株式会社
- 制作：朝日放送、松竹株式会社

## 放送リスト
| 話 数 | 放送日         | サブタイトル                                   | 脚本       | 監督     | ゲスト                                                              |
| ----- | -------------- | ---------------------------------------------- | ---------- | -------- | ------------------------------------------------------------------- |
| 1     | 1984年 2月17日 | 脅迫 1 24億円の仏像をもらうぞ!                 | 吉田剛     | 井上梅次 | 原口剛、芝本正、山口幸生、 須永克彦、伴勇太郎                       |
| 2     | 1984年 2月24日 | 脅迫 2 ナンバーワン芸者の強姦裏ビデオを作るぞ! | 吉田剛     | 井上梅次 | 小田かおる、雪代敬子、 前田五郎、 嵐市太郎、木谷邦臣、和田昌也      |
| 3     | 1984年 3月2日  | 脅迫 3 苔之寺の苔を石けん水で洗うぞ!           | 吉田剛     | 田中徳三 | 下元勉、南城竜也、 田中幸四郎、有川正治                             |
| 4     | 1984年 3月9日  | 脅迫 4 金閣寺を赤ペンキで塗りあげるぞ!         | 篠崎好     | 田中徳三 | 堺左千夫、大竹修造、 井上ユカリ、 武村明、浜伸二、森下鉄朗          |
| 5     | 1984年 3月16日 | 脅迫 5 女子高生を丸坊主にするぞ!               | 鴨井達比古 | 貞永方久 | 森田理恵、出水憲司、秋山俊勝、 大橋壮多、笠間一寿美                 |
| 6     | 1984年 3月23日 | 脅迫 6 娘を人間大文字焼きにするぞ!             | 吉田剛     | 井上梅次 | 草薙幸二郎、山本みどり、 友直子、 岩尾正隆、広瀬義宣                |
| 7     | 1984年 4月6日  | 脅迫 7 山林王の未亡人から遺産28億円を奪うぞ!   | 鶉野昭彦   | 井上梅次 | 磯野洋子、野口貴史、 ジョン・デュービル、 ダニー・テハリ、 宮本鞠子 |
| 8     | 1984年 4月13日 | 脅迫 8 日本一の学者をサハラ砂漠へ放り出すぞ!   | 柏原寛司   | 松野宏軌 | 荒木茂、豊田真子、坂口徹郎、 野上哲矢、千葉敏郎                     |
| 9     | 1984年 4月20日 | 脅迫 9 名僧を釜ゆでにするぞ!                   | 保利吉紀   | 津島勝   | 天草四郎、早川雄三、牧冬吉、 阿波地大輔、沢亜樹、南条好輝           |
| 10    | 1984年 4月27日 | 脅迫10 茶道の宗家を色仕掛けで乗っとるぞ!       | 鴨井達比古 | 田中徳三 | 上村香子、赤塚歩、高峰圭二、 永野辰弥、田畑猛雄、徳田興人           |
| 11    | 1984年 5月4日  | 脅迫11 人間国宝のニセ作を造らぬと恋人を犯すぞ! | 鴨井達比古 | 田中徳三 | 松本誠一、桂川京子、紅萬子、 岩田直二、五味龍太郎、 白川浩二郎      |
| 12    | 1984年 5月11日 | 脅迫12 女子マラソンを猛獣が襲うぞ!             | 大野武雄   | 井上梅次 | 一ノ瀬康子、北村英三、 西園寺章雄                                   |
| 13    | 1984年 5月18日 | 脅迫13 鴨の河原で新選組を皆殺しにするぞ!       | 吉田剛     | 井上梅次 | 竹井みどり、西山辰夫、 山田雅人、 山本一郎、柳原久仁夫              |

- 3月30日は特別番組「決定！'84ミス・ユニバース日本代表」のため休止

## ソフト化・再放送
- 2023年8月現在、未ビデオソフト・未DVDソフト化。動画配信サイトによる配信も行われていない。
- 2006年11月よりスカイパーフェクTV!とケーブルテレビで視聴できるホームドラマチャンネルにて同チャンネル4年ぶりの再放映がなされた。

## 新選組の逸話との親和性
舞台が京都なのと、キャストの役名に新選組隊士の名をもじっている以外にもこのドラマには幾つもの新選組に関連した逸話を投影させている。京都の文化財を悪人たちから守る昭和の新選組ことザ新選組は、松平なる謎の人物からの命令と情報を受けて行動に当たる。そして、そのザ新選組が作戦を打ち合わせる炉端焼きの店の名が、その名も壬生屯所（みぶとんしょ）。局長・山田勇の世を忍ぶ仮の姿は、街で剣道を教えている道場主。もちろん流派は天然理心流である。ある放映回では、その局長は不意を突かれて左肩を怪我させられ、また不治の病を持つ設定の沖田も、黒猫と出会うなどモデルとなった隊士の逸話をそっくりそのまま持ってきた。

## 放映ネット局
- 近畿広域圏 ABC朝日放送【製作局】（現：朝日放送テレビ）
- 関東広域圏 ANB（現EX）テレビ朝日
- 北海道 HTB北海道テレビ
- 青森県 RAB青森放送
- 岩手県 TVIテレビ岩手
- 宮城県 KHB東日本放送
- 秋田県 AKT秋田テレビ
- 山形県 YTS山形テレビ
- 福島県 KFB福島放送
- 山梨県 UTYテレビ山梨
- 新潟県 NT21（現UX）新潟テレビ21
- 長野県 TSBテレビ信州
- 静岡県 SKT静岡けんみんテレビ（現：SATV静岡朝日テレビ）
- 富山県 KNB北日本放送
- 石川県 ITC石川テレビ
- 福井県 FBC福井放送
- 中京広域圏 NBN名古屋テレビ
- 島根県・鳥取県 TSK山陰中央テレビ - 火曜日0:15 ‐ 1:10に放送された。
- 広島県 UHT（現HOME）広島ホームテレビ
- 山口県 KRY山口放送
- 徳島県 JRT四国放送
- 香川県・岡山県 KSB瀬戸内海放送
- 愛媛県 RNB南海放送
- 高知県 KUTVテレビ高知
- 福岡県 KBC九州朝日放送
- 長崎県 NBC長崎放送
- 熊本県 TKUテレビ熊本
- 大分県 OBS大分放送
- 宮崎県 MRT宮崎放送
- 鹿児島県 KKB鹿児島放送
- 沖縄県 RBC琉球放送